# دوبریس
دوبریس (به آلمانی: Döbris) یک منطقهٔ مسکونی در آلمان است که در تسایتس واقع شده‌است. دوبریس ۷۱ نفر جمعیت دارد.